# ジャンフランコ・リヴォリ
ジャンフランコ・リヴォリ(Gianfranco Rivoli, 1921年6月2日 - 2005年10月18日）は、イタリア生まれの指揮者。

## 経歴
1921年、ミラノの生まれ。ジュゼッペ・ヴェルディ音楽院を卒業後、1946年にミラノ・スカラ座のバレエ指揮者としてデビュー。リスボン・グルベンキアン財団の芸術監督をはじめ、デュッセルドルフ歌劇場の音楽監督やトリノのレージョ劇場の芸術監督を歴任。
チッタ・ディ・カステッロで没した。